# Melanagromyza tamia
Melanagromyza tamia este o specie de muște din genul Melanagromyza, familia Agromyzidae, descrisă de Axel Leonard Melander în anul 1913.
Este endemică în Washington. Conform Catalogue of Life specia Melanagromyza tamia nu are subspecii cunoscute.